# Little River County
Little River County is een county in de Amerikaanse staat Arkansas.
De county heeft een landoppervlakte van 1.377 km² en telt 13.628 inwoners (volkstelling 2000). De hoofdplaats is Ashdown.

## Bevolkingsontwikkeling

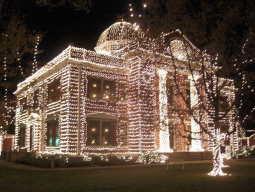
Little River County Courthouse